# One Vanderbilt
One Vanderbilt, noto anche come One Vanderbilt Place è un grattacielo nel centro di Manhattan a New York. Proposto dal sindaco Bill De Blasio come parte del piano di riorientamento di Midtown Est, sorge nei pressi del Grand Central Terminal. Una volta completato, nel 2020, il tetto del grattacielo è alto 397 metri. Con la guglia, l'altezza totale arriva a 427 metri, facendone il quarto edificio più alto della città dopo che sono stati completati la Central Park Tower e il 111 West 57th Street.

## Storia
Nei primi anni 2000 la SL Green Realty ha iniziato a visitare i siti di Midtown Manhattan per costruire un nuovo grattacielo per i suoi numerosi dipendenti. Dopo il via libera del progetto la costruzione dell'edificio sarebbe già dovuta iniziare nel 2013, ma a causa delle preoccupazioni dei residenti che pensavano che con un grande afflusso di impiegati nella zona potesse compromettere la qualità dell'area si decise di abbandonare il progetto. Tuttavia nell'aprile 2014 venne presentato un nuovo progetto che convinse i residenti di Midtown Manhattan ma quando ormai stava per cominciare la demolizione degli edifici sovrastanti alla zona dove sorgerà il grattacielo ci fu una disputa con i proprietari del Grand Central Terminal per i diritti aerei, che arrivarono a minacciare di far pagare alla SL Green 1 miliardo di dollari. Questa causa si concluse nell'agosto 2016 e da lì cominciò la costruzione dell'edificio completato alla fine del 2020.

## Galleria d'immagini

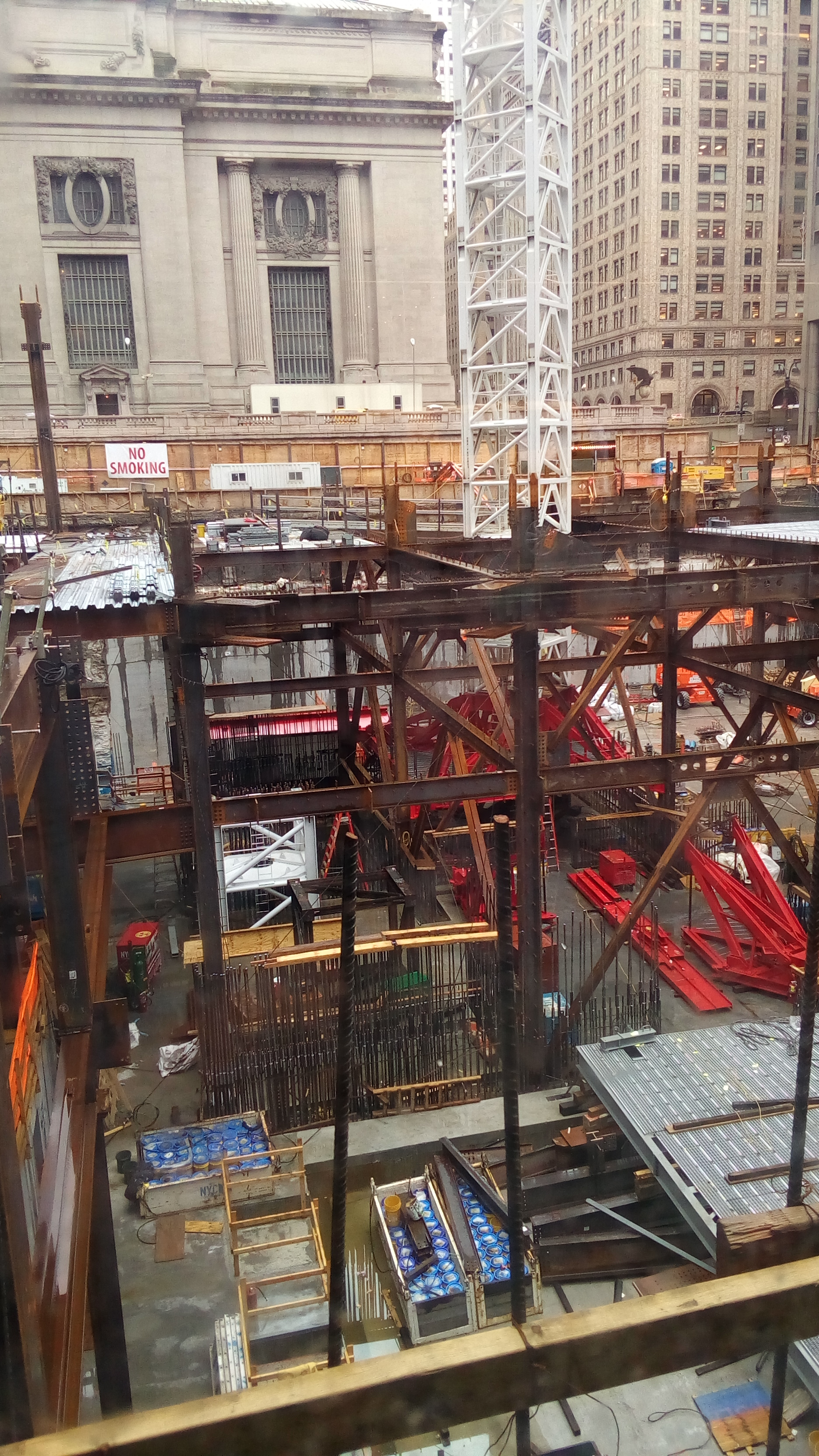
La costruzione delle fondamenta nell'agosto 2017
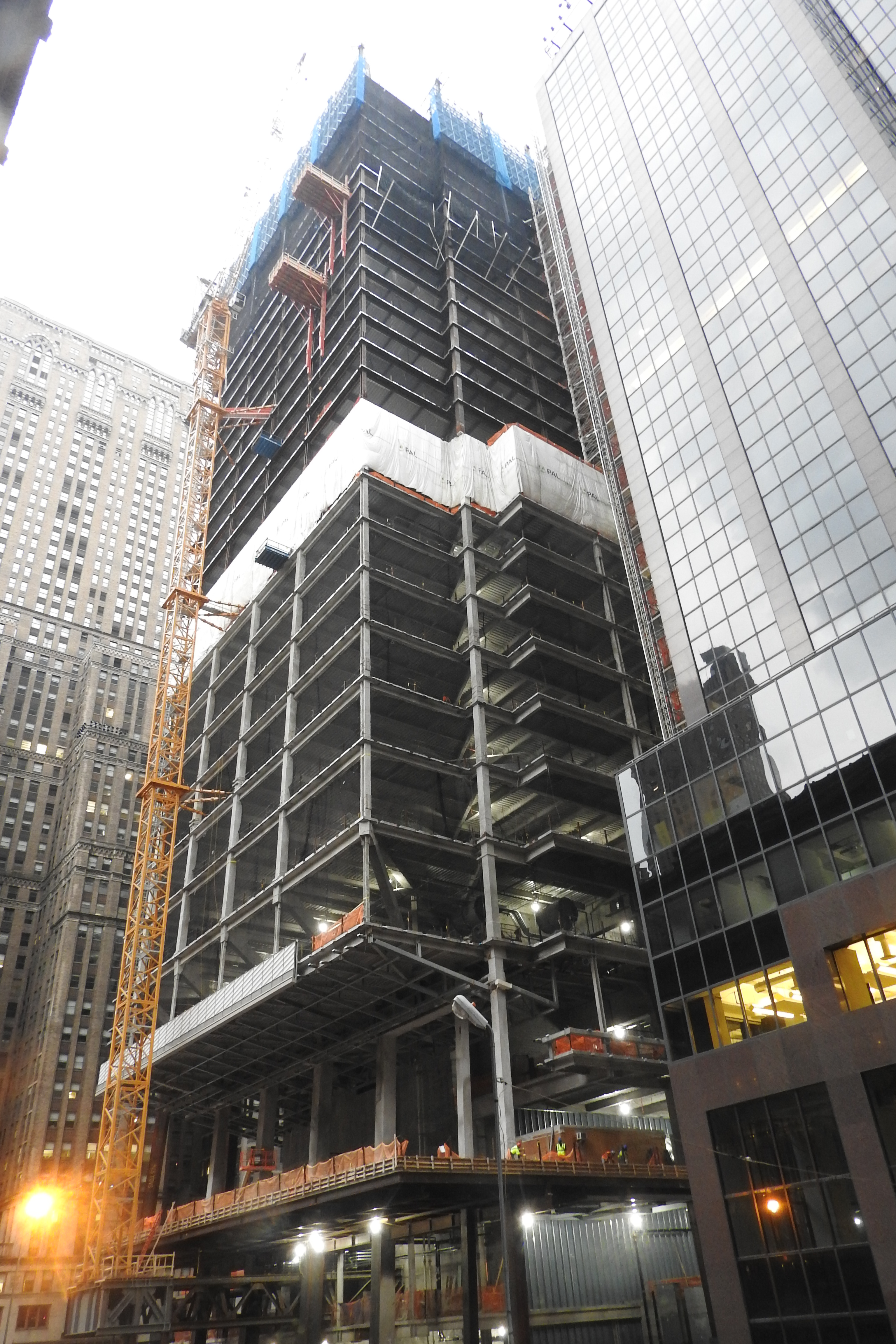
I lavori ad agosto 2018
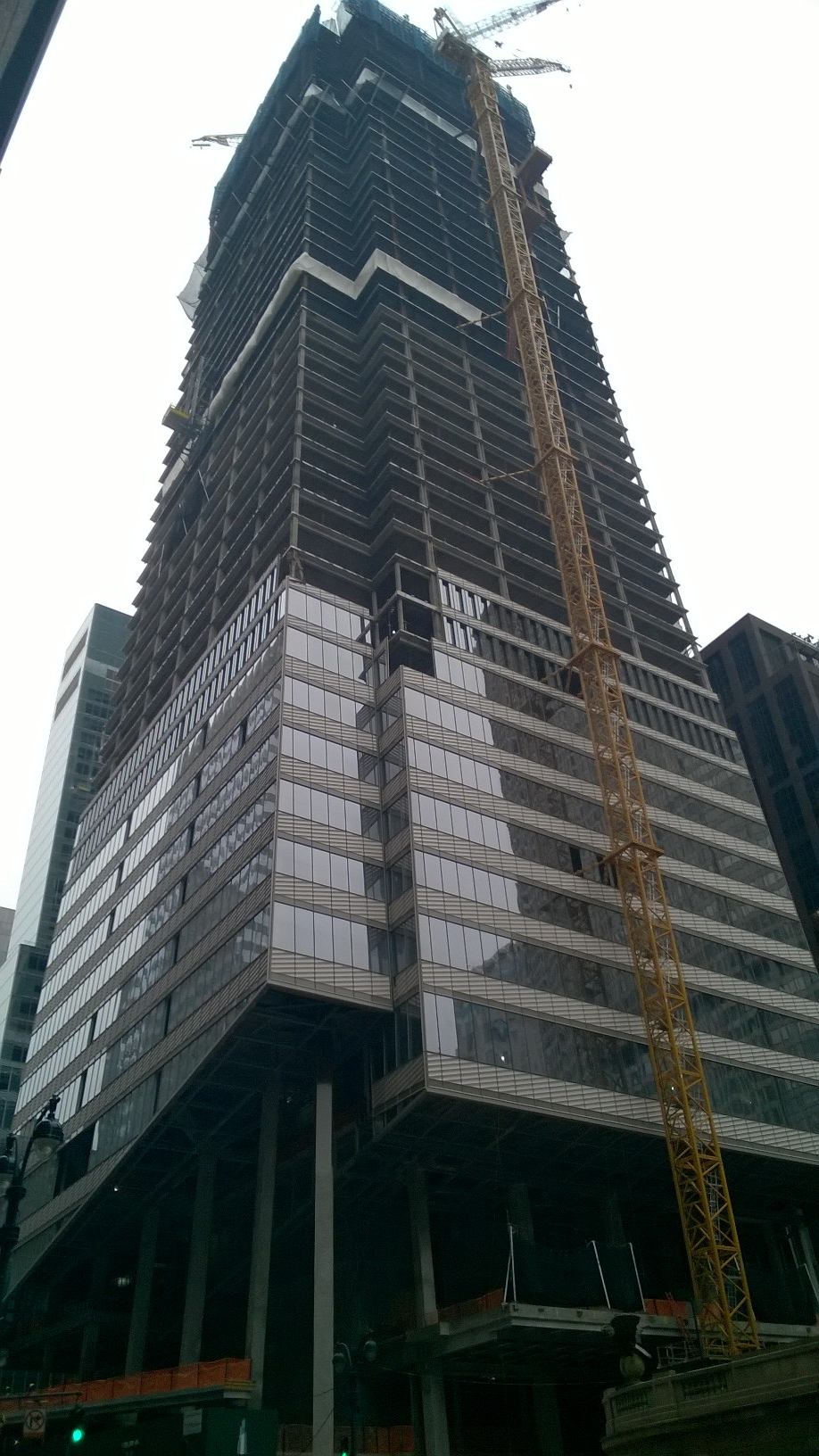
I lavori a novembre 2018
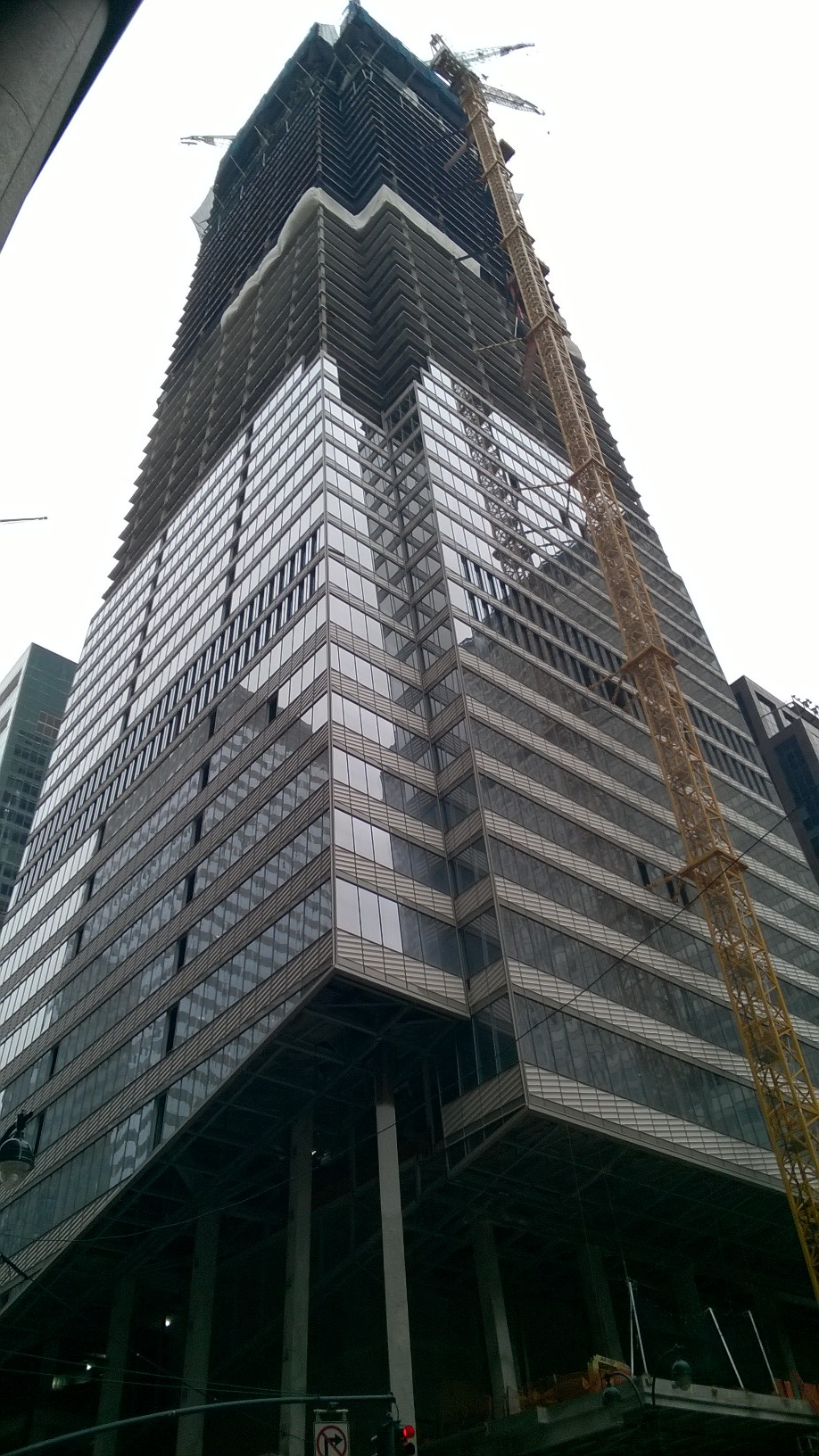
I lavori a gennaio 2019
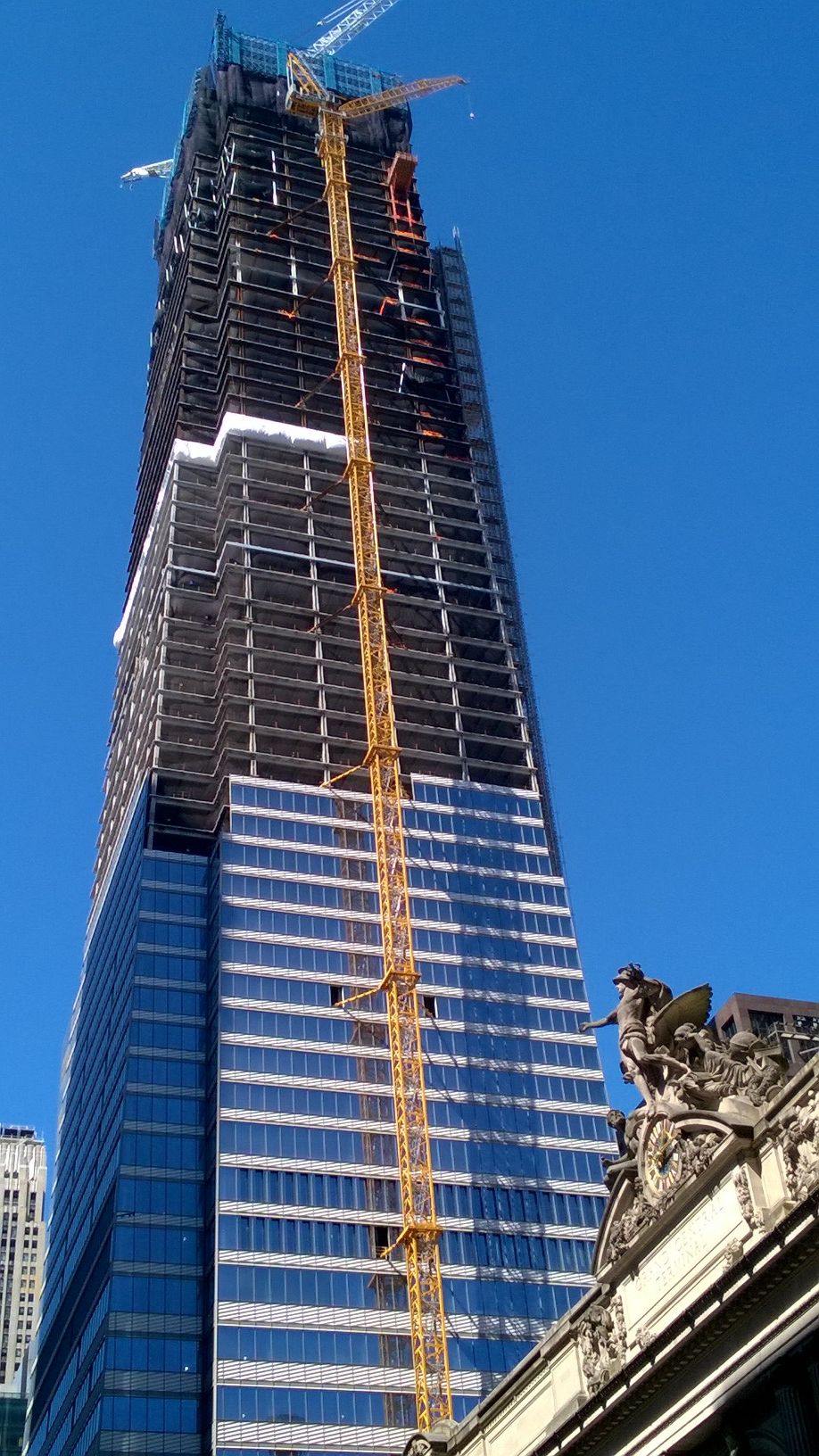
I lavori a marzo 2019
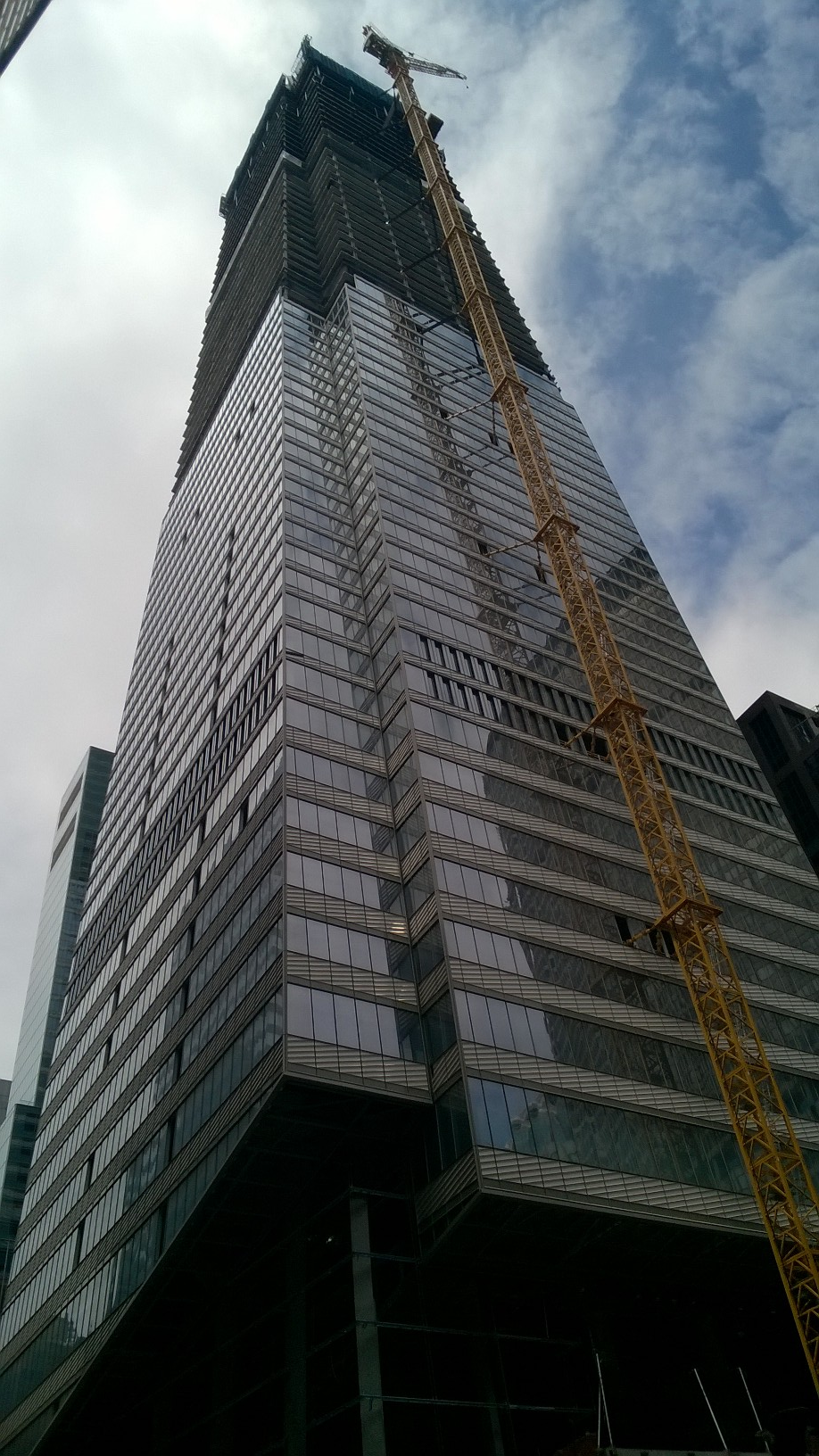
I lavori a maggio 2019
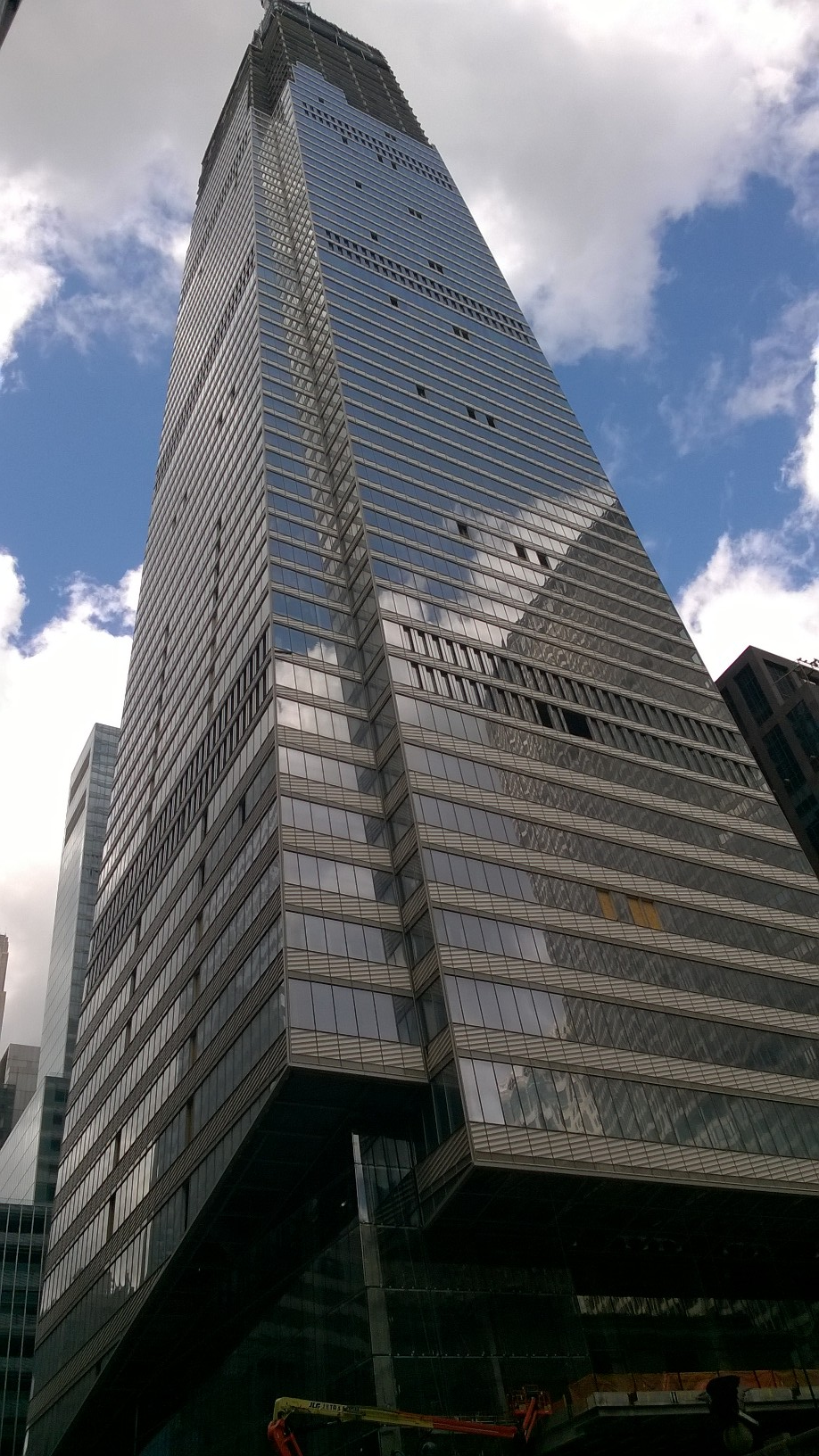
I lavori a settembre 2019